# Hlavní ostravská synagoga
Hlavní ostravská synagoga stála v Moravské Ostravě od roku 1879 do roku 1939.
Stavbu pro původně 588 a později pro 828 věřících v historizujícím maurském slohu navrhl Franz Böhm. Základní kámen byl položen v 20. května 1879 a již 15. září téhož roku byla stavba hotova. Charakteristickými se staly dvě věže zakončené velkými báněmi s šesticípými hvězdami.
Slavnostního otevření synagogy se zúčastnily osobnosti bez rozdílu národnosti i vyznání. Ve slavnostním průvodu byli mj. okresní hejtman z Místku F. Richter, moravskoostravský okresní soudce C. Simonis či starosta města K. Grünwald. Otevřením synagogy byl pověřen hejtman Richter.
Na nové průčelí byla vypsána soutěž pro mladé umělce. V roce 1934 pak byl realizován vítězný návrh pražských architektů, manželů Oehlerových z Ostravy, kteří navrhli hladkou plochu se symbolem božího zákona nad prostředním vstupem. Na zde umístěném nápise v hebrejštině stálo: זֶה-הַשַּׁעַר לַיהוָה צַדִּיקִים יָבֹאוּ בו.‎ (Toto jest brána Hospodinova, skrze niž vcházejí spravedliví.)

V noci z 12. na 13. června 1939 byla hlavní ostravská synagoga vypálena a koncem srpna roku 1939 vydal stavební úřad příkaz k demolici. Ta byla zahájena koncem listopadu roku 1939 a ukončena byla v létě roku 1940. Hlavní ostravskou synagogu dnes připomíná už jen dřevěný památník umístěný u vjezdu do zadního traktu obchodního domu Laso.

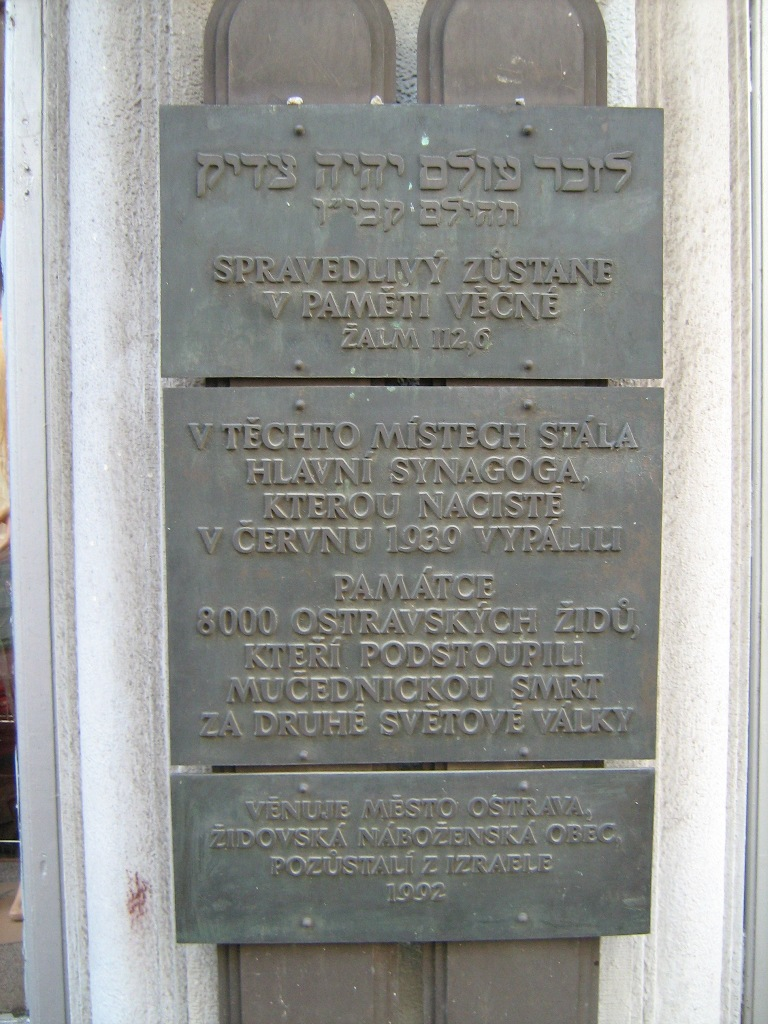
Bývalá pamětní deska na Zeyerově ulici.
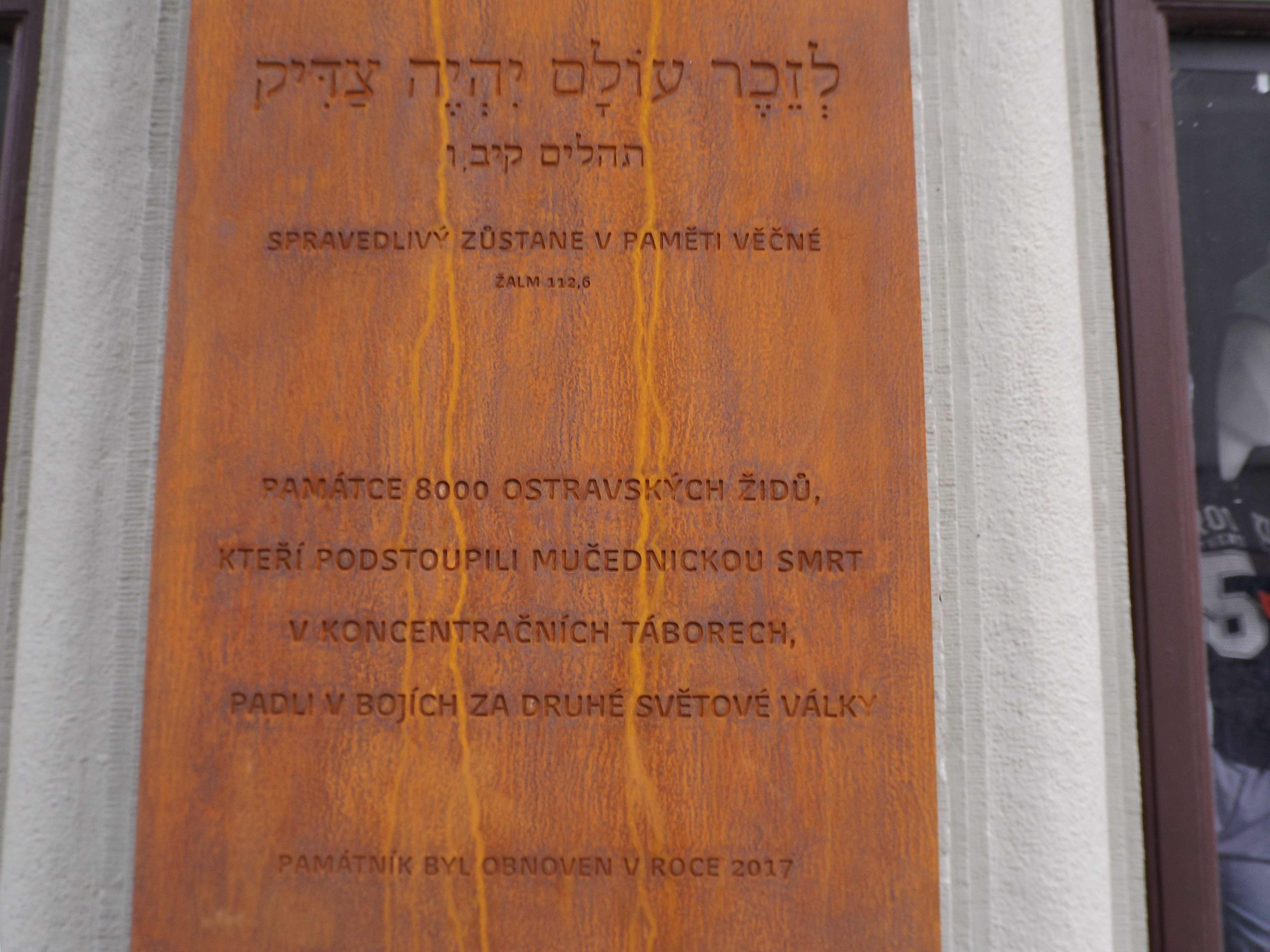
Nový památník obnovený v rámci festivalu Templfest 2017.